# Giải Grammy cho album rock xuất sắc nhất
Giải Grammy cho album rock xuất sắc nhất là một hạng mục trong lễ trao giải Grammy, được thành lập vào năm 1958 và có tên gọi ban đầu là Giải Gramophone, được trao cho những nghệ sĩ có album thể loại nhạc rock hay nhất. Giải là một trong số các hạng mục luôn được Viện Hàn Lâm Nghệ thuật Thu Âm Hoa Kỳ trao tặng vào lễ trao giải thường niên nhằm "tôn vinh các cá nhân/tập thể có thành tựu nghệ thuật xuất sắc trong lĩnh vực thu âm, mà không xét đến doanh số bán album hay vị trí trên các bảng xếp hạng âm nhạc".
Giải Grammy cho album rock xuất sắc nhất lần đầu được trao cho ban nhạc The Rolling Stones vào năm 1995 và không đổi tên giải cho đến ngày nay. Theo hướng dẫn mô tả về Giải Grammy lần thứ 52, giải thưởng này được trao cho "album metal hay hard rock của ca sĩ hoặc trình diễn nhạc cụ rock có thời lượng bản thu âm mới chiếm ít nhất 51%". Kể từ năm 1996, đối tượng nhận giải ngoài ca sĩ trực tiếp thu âm thường bao gồm cả nhà sản xuất, người biên tập hoặc hòa âm phối khí cùng hợp tác tạo ra tác phẩm được đề cử.
Ban nhạc Foo Fighters đang giữ kỷ lục của giải với năm lần đăng quang. Những người chiến thắng hai lần gồm Sheryl Crow, Green Day, U2, Cage the Elephant và Muse. Neil Young giữ kỷ lục nhiều đề cử nhất cùng với ban nhạc Foo Fighters với bảy lần và cũng là kỷ lục được đề cử nhiều nhất mà chưa thắng giải nào. Đến năm 2022, chỉ có hai phụ nữ, Sheryl Crow và Alanis Morissette từng thắng giải.

## Danh sách chi tiết
| Năm[I] | Nghệ sĩ               | Album đoạt giải                           | Các đề cử | Ghi chú |
| ------ | --------------------- | ----------------------------------------- | --- | ------- |

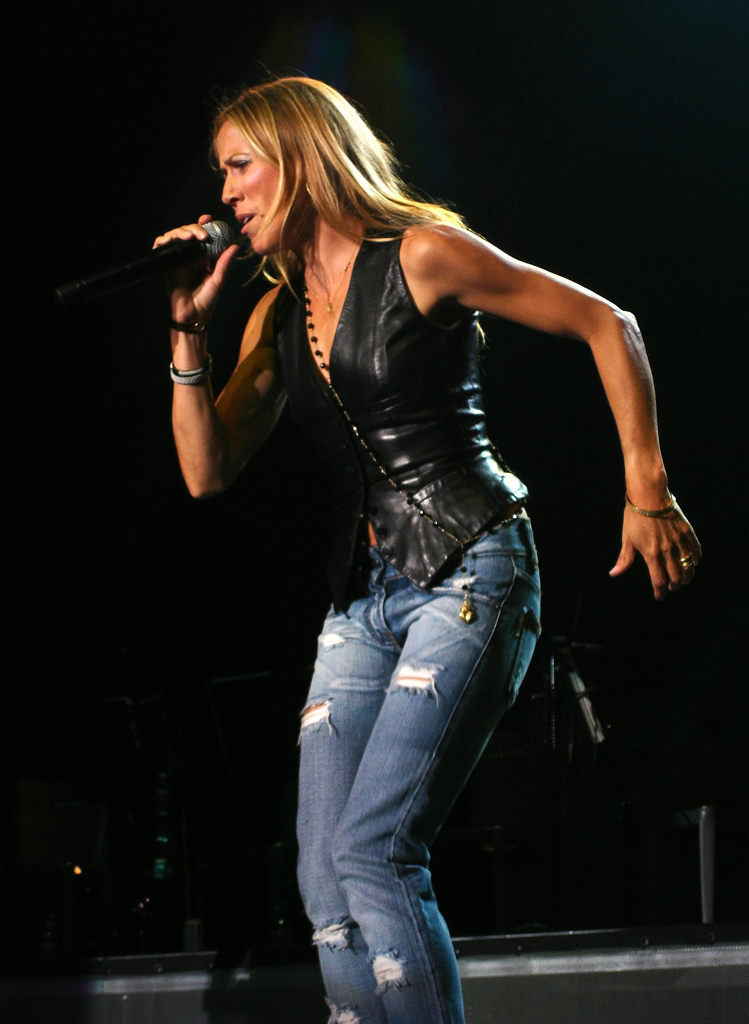
Người thắng giải 2 lần Sheryl Crow.

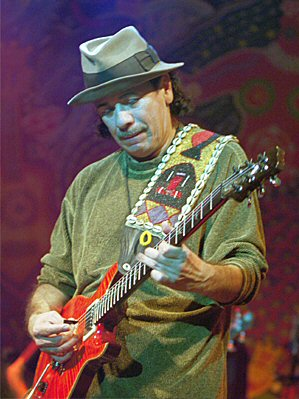
Carlos Santana của ban nhạc Santana thắng giải năm 2000.

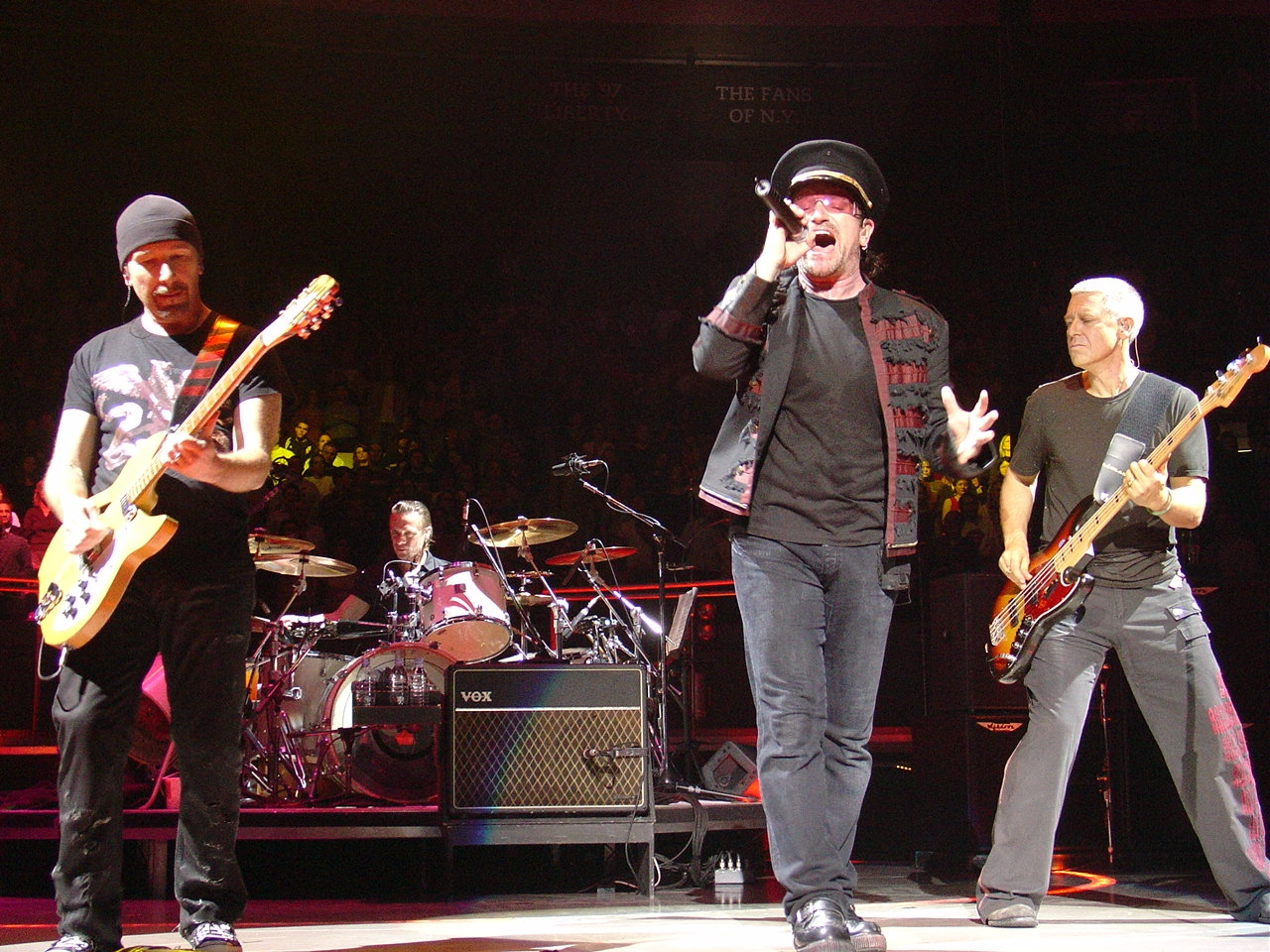
Ban nhạc U2 từng 2 lần thắng giải.

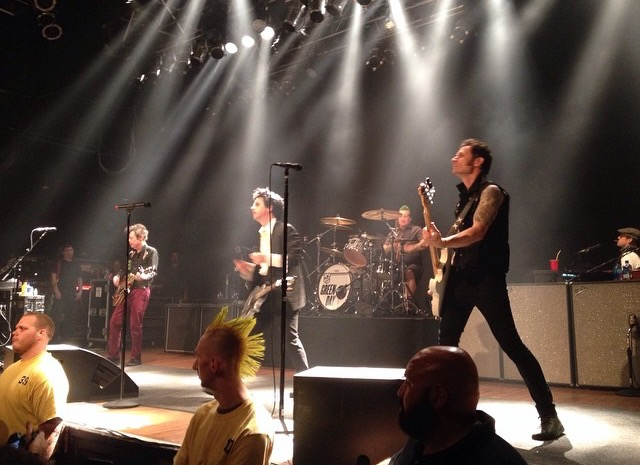
Ban nhạc Green Day thắng cử 2 lần.

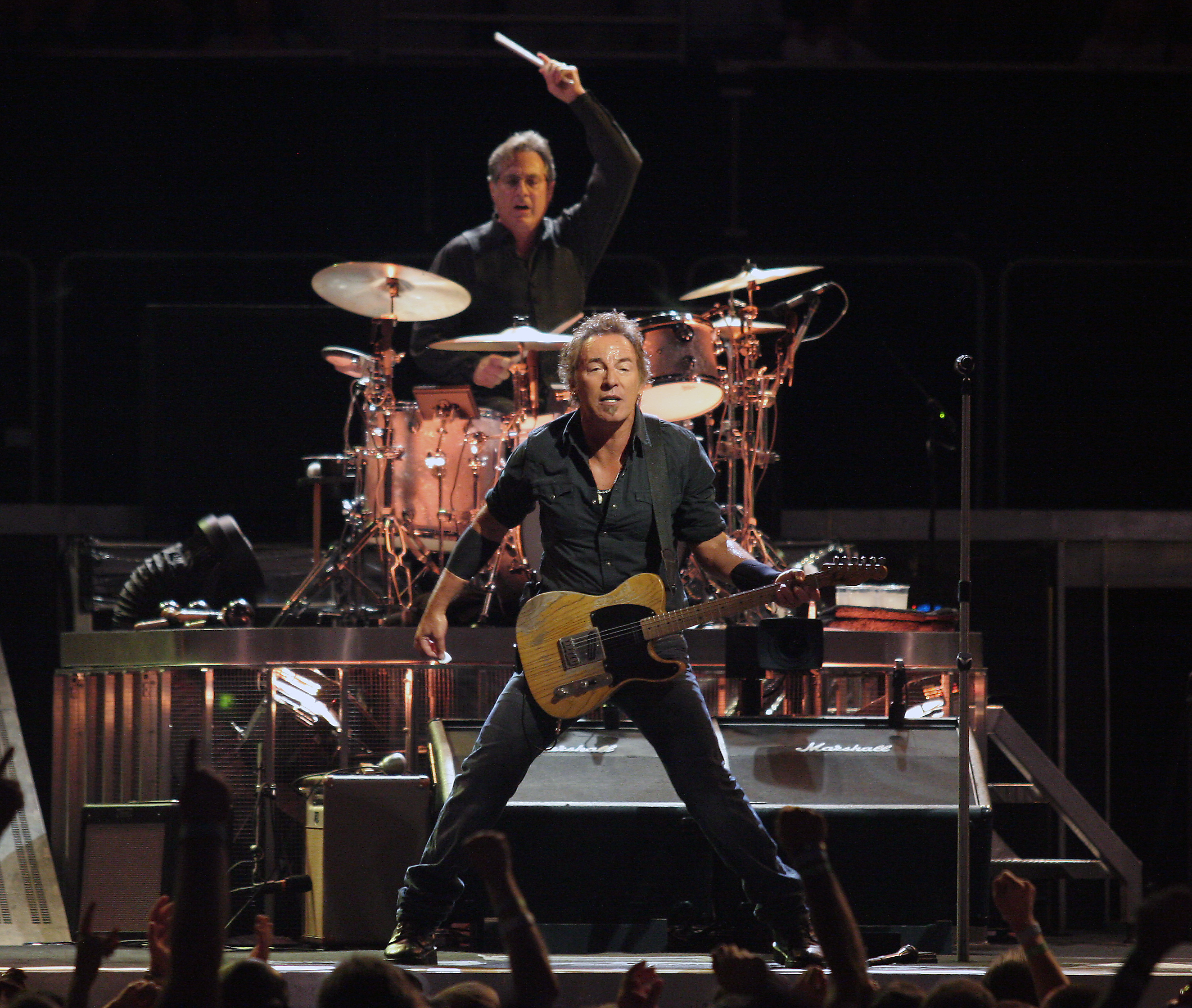
Người thắng giải năm 2003 Bruce Springsteen.

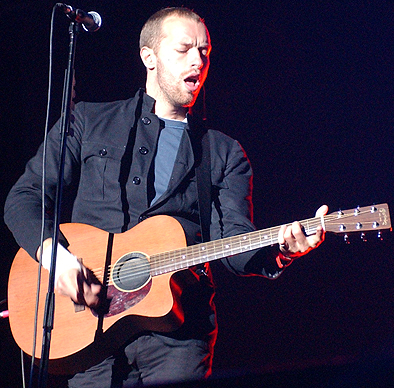
Chris Martin của ban nhạc thắng giải năm 2009 Coldplay.

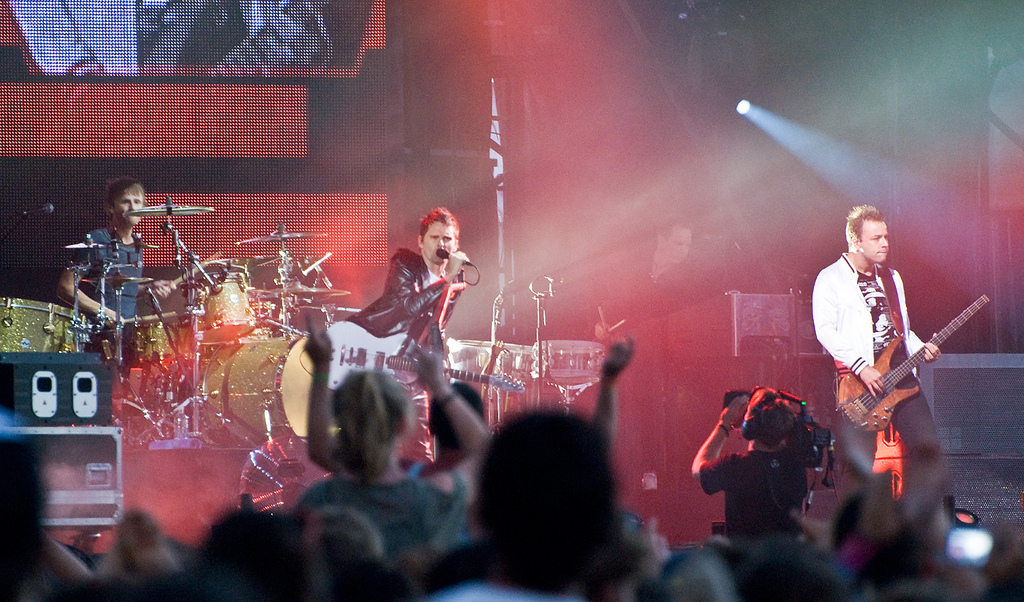
Ban nhạc Muse chủ nhân của hai giải thưởng.

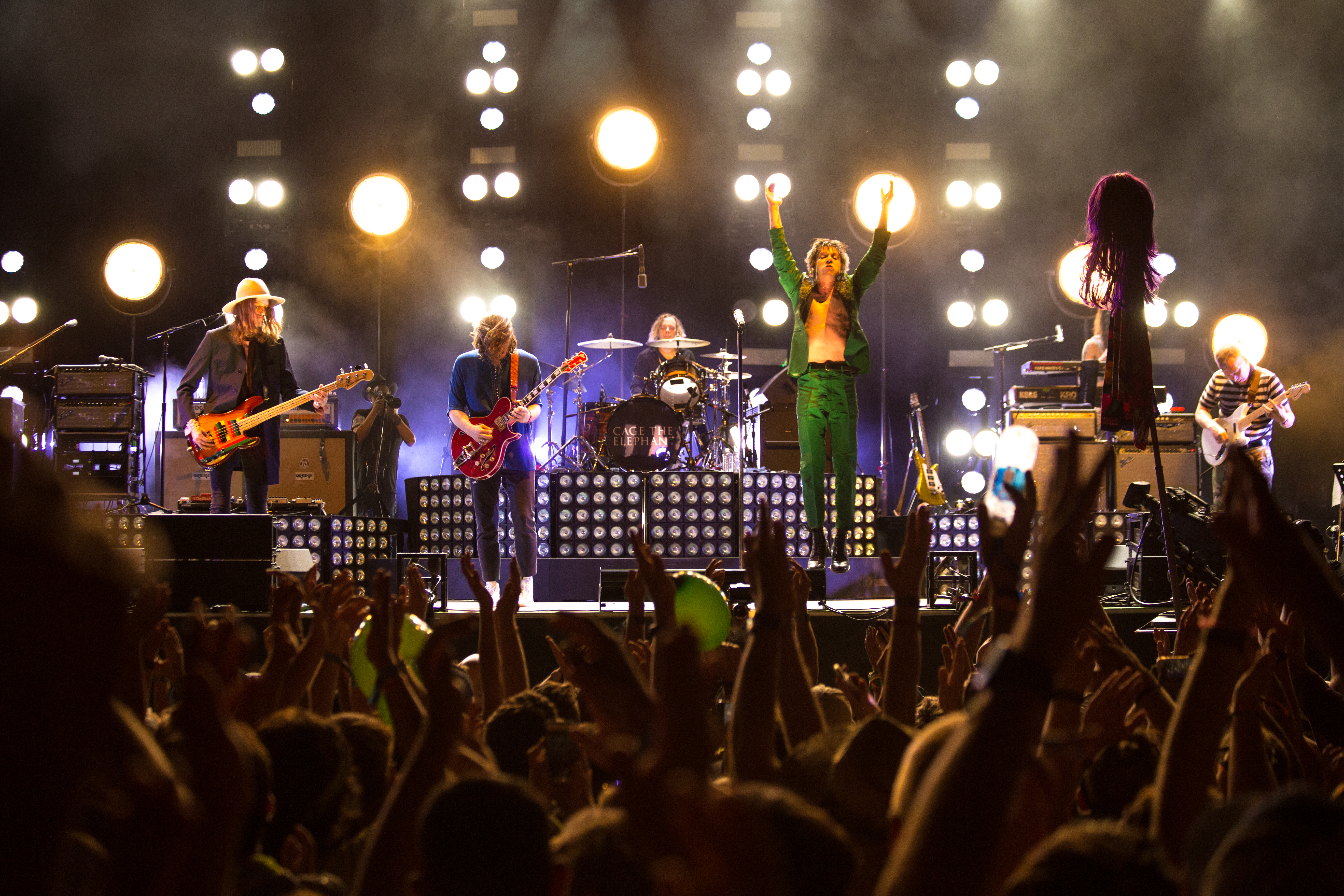
Ban nhạc Cage the Elephant thắng cử 2 lần vào các năm 2017 và 2020.

| 1995   | The Rolling Stones    | Voodoo Lounge                             | - Neil Young và Crazy Horse – Sleeps with Angels | [ 4 ]   |
| 1996   | Alanis Morissette     | Jagged Little Pill                        | - Neil Young – Mirror Ball | [ 5 ]   |
| 1997   | Sheryl Crow           | Sheryl Crow                               | - Neil Young & Crazy Horse - Broken Arrow | [ 6 ]   |
| 1998   | John Fogerty          | Blue Moon Swamp                           | - U2 - Pop | [ 7 ]   |
| 1999   | Sheryl Crow           | The Globe Sessions                        | - Hole - Celebrity Skin | [ 8 ]   |
| 2000   | Santana               | Supernatural                              | - Tom Pretty & the Heartbreakers - Echo | [ 9 ]   |
| 2001   | Foo Fighters          | There Is Nothing Left to Lose             | - Rage Against the Machine - The Battle of Los Angeles | [ 10 ]  |
| 2002   | U2                    | All That You Can't Leave Behind           | - Linkin Park - Hybrid Theory | [ 11 ]  |
| 2003   | Bruce Springsteen     | The Rising                                | - Tonic - Head on Straight | [ 12 ]  |
| 2004   | Foo Fighters          | One by One                                | - Nickelback – The Long Road | [ 13 ]  |
| 2005   | Green Day             | American Idiot                            | - Velvet Revolver – Contraband | [ 14 ]  |
| 2006   | U2                    | How to Dismantle an Atomic Bomb           | - Neil Young – Prairie Wind | [ 15 ]  |
| 2007   | Red Hot Chili Peppers | Stadium Arcadium                          | - Neil Young – Living with War | [ 16 ]  |
| 2008   | Foo Fighters          | Echoes, Silence, Patience & Grace         | - Wilco – Sky Blue Sky | [ 17 ]  |
| 2009   | Coldplay              | Viva la Vida or Death and All His Friends | - The Raconteurs – Consolers of the Lonely | [ 18 ]  |
| 2010   | Green Day             | 21st Century Breakdown                    | - U2 – No Line on the Horizon | [ 19 ]  |
| 2011   | Muse                  | The Resistance                            | - Neil Young – Le Noise | [ 20 ]  |
| 2012   | Foo Fighters          | Wasting Light                             | - Wilco – The Whole Love | [ 21 ]  |
| 2013   | The Black Keys        | El Camino                                 | - Jack White – Blunderbuss | [ 22 ]  |
| 2014   | Led Zeppelin          | Celebration Day                           | - Black Sabbath – 13 - David Bowie – The Next Day - Kings of Leon – Mechanical Bull - Queens of the Stone Age – ...Like Clockwork - Neil Young cùng ban nhạc Crazy Horse – Psychedelic Pill | [ 23 ]  |
| 2015   | Beck                  | Morning Phase                             | - Ryan Adams – Ryan Adams - The Black Keys – Turn Blue - Tom Petty and the Heartbreakers – Hypnotic Eye - U2 – Songs of Innocence                                                           | [ 24 ]  |
| 2016   | Muse                  | Drones                                    | - James Bay – Chaos and the Calm - Death Cab for Cutie – Kintsugi - Highly Suspect – Mister Asylum - Slipknot – .5: The Gray Chapter                                                        | [ 25 ]  |
| 2017   | Cage the Elephant     | Tell Me I'm Pretty                        | - Blink-182 - California - Gojira - Magma - Panic! at the Disco - Death of a Bachelor - Weezer - Weezer                                                                                     | [ 26 ]  |
| 2018   | The War on Drugs      | A Deeper Understanding                    | - Mastodon – Emperor of Sand - Metallica – Hardwired... to Self-Destruct - Nothing More – The Stories We Tell Ourselves - Queens of the Stone Age – Villains                                | [ 27 ]  |
| 2019   | Greta Van Fleet       | From the Fires                            | - Alice in Chains – Rainier Fog - Fall Out Boy – M A N I A - Ghost – Prequelle - Weezer – Pacific Daydream                                                                                  | [ 28 ]  |
| 2020   | Cage the Elephant     | Social Cues                               | - Bring Me the Horizon – Amo - The Cranberries – In the End - I Prevail – Trauma - Rival Sons – Feral Roots                                                                                 | [ 29 ]  |
| 2021   | The Strokes           | The New Abnormal                          | - Fontaines D.C. – A Hero's Death - Michael Kiwanuka – Kiwanuka - Grace Potter – Daylight - Sturgill Simpson – Sound & Fury                                                                 | [ 30 ]  |
| 2022   | Foo Fighters          | Medicine at Midnight                      | - AC/DC - Power Up - Black Pumas - Capitol Cuts - Live From Studio A - Chris Cornell - No One Sings Like You Anymore Vol. 1 - Paul McCartney - McCartney III                                | [ 31 ]  |
| 2023   | Ozzy Osbourne         | Patient Number 9                          | - The Black Keys – Dropout Boogie - Elvis Costello & The Imposters – The Boy Named If - IDLES – Crawler - Machine Gun Kelly – Mainstream Sellout - Spoon – Lucifer on the Sofa              | [ 32 ]  |
| 2024   | Paramore              | This Is Why                               | - Foo Fighters – But Here We Are - Greta Van Fleet – Starcatcher - Metallica – 72 Seasons - Queens of the Stone Age – In Times New Roman...                                                 | [ 33 ]  |
| 2025   | The Rolling Stones    | Hackney Diamonds                          | - The Black Crowes – Happiness Bastards - Fontaines D.C. – Romance - Green Day – Saviors - IDLES – Tangk - Pearl Jam – Dark Matter - Jack White – No Name                                   |         |

^[I]  Các năm thắng giải đều được liên kết với lễ trao giải Grammy năm đó.

## Nghệ sĩ nhiều lần thắng cử
| 5 chiến thắng - Foo Fighters | 2 chiến thắng - Cage the Elephant - Sheryl Crow - Green Day - Muse - U2 |

## Nghệ sĩ nhiều lần đề cử
| 8 đề cử - Foo Fighters 7 đề cử - Neil Young 5 đề cử - Tom Petty (ba lần chung với nhóm the Heartbreakers) - U2 4 đề cử - The Rolling Stones | 3 đề cử - The Black Keys - Coldplay - Elvis Costello - Crazy Horse - Sheryl Crow - John Fogerty - Green Day - Kings of Leon - Dave Matthews Band - Metallica - Muse - Pearl Jam - Queens of the Stone Age - Red Hot Chili Peppers - Bruce Springsteen | 2 đề cử - AC/DC - Ryan Adams - Aerosmith - Jeff Beck - Cage the Elephant - Greta Van Fleet - Matchbox Twenty - No Doubt - The Raconteurs - Weezer - Wilco - Fontaines D.C. - Jack White - IDLES |